# Rhinoceros Eyes
Rhinoceros Eyes je americký dramatický film, který v roce 2003 natočil Aaron Woodley podle vlastního scénáře. Hlavní roli postavy jménem Chep hraje Michael Pitt. Ten pracuje ve filmovém studiu na rekvizitář, kde potká režisérku Fran (Paige Turco), do které se zamiluje. Hudbu k filmu složil E. C. Woodley, části pak velšský hudebník a skladatel John Cale. Film získal ocenění Discovery Award na Torontském mezinárodním filmovém festivalu.

## Obsazení
| Michael Pitt    | Chep         |
| Paige Turco     | Fran         |
| Gale Harold     | Phil Barbara |
| Matt Servitto   | Bundy        |
| James Allodi    | Hamish       |
| Victor Ertmanis | Sweets       |
| Nadia Litz      | Ann          |